# SL Benfica (piłka siatkowa)
SL Benfica (Sport Lisboa e Benfica) – portugalski męski klub siatkarski, powstały w 1939 roku w Lizbonie. 
16 listopada 2024 roku w 8. kolejce Liga Una Seguros (2024/2025) w meczu ligowym z Sporting CP siatkarz SL Benfica Felipe Banderò po skończonej piłce w ataku przez przypadek uderzył w twarz swojego kolegę z zespołu libero Ivo Casasa - Sceny w siatkarskim hicie. Znokautował kolegę z zespołu, polała się krew (wideo).

## Bilans sezonów
| Sezon     | Rozgrywki ligowe | Rozgrywki ligowe | Puchar Portugalii | Puchary europejskie                                             |
| Sezon     | Poziom           | Miejsce          | Puchar Portugalii | Puchary europejskie                                             |
| --------- | ---------------- | ---------------- | ----------------- | --------------------------------------------------------------- |
| 2004/2005 | I Divisão        | 1. miejsce       | 1. miejsce        |                                                                 |
| 2005/2006 | I Divisão        | 4. miejsce       | 1. miejsce        | Puchar Top Teams - 1/4 finału                                   |
| 2006/2007 | I Divisão        | 4. miejsce       | 1. miejsce        |                                                                 |
| 2007/2008 | I Divisão        | 4. miejsce       |                   |                                                                 |
| 2008/2009 | I Divisão        | 3. miejsce       |                   |                                                                 |
| 2009/2010 | I Divisão        | 2. miejsce       | 2. miejsce        |                                                                 |
| 2010/2011 | I Divisão        | 2. miejsce       | 1. miejsce        |                                                                 |
| 2011/2012 | I Divisão        | 2. miejsce       | 1. miejsce        |                                                                 |
| 2012/2013 | I Divisão        | 1. miejsce       | 1/8 finału        |                                                                 |
| 2013/2014 | I Divisão        | 1. miejsce       | półfinał          |                                                                 |
| 2014/2015 | I Divisão        | 1. miejsce       | 1. miejsce        | Puchar Challenge - finał                                        |
| 2015/2016 | I Divisão        | 2. miejsce       | 1. miejsce        | Puchar Challenge - półfinał                                     |
| 2016/2017 | I Divisão        | 1. miejsce       | 2. miejsce        | Puchar Challenge - 1/8 finału                                   |
| 2017/2018 | I Divisão        | 2. miejsce       | 1. miejsce        | Puchar Challenge - 1/4 finału                                   |
| 2018/2019 | I Divisão        | 1. miejsce       | 1. miejsce        | Puchar Challenge - 1/4 finału                                   |
| 2019/2020 | I Divisão        | −                | −                 | Liga Mistrzów - faza grupowa                                    |
| 2020/2021 | I Divisão        | 1. miejsce       | 2. miejsce        | Puchar Challenge - 1/8 finału                                   |
| 2021/2022 | I Divisão        | 1. miejsce       | 1. miejsce        | Liga Mistrzów - faza grupowa                                    |
| 2022/2023 | I Divisão        | 1. miejsce       | 1. miejsce        | Liga Mistrzów - faza grupowa                                    |
| 2023/2024 | I Divisão        | 1. miejsce       | półfinał          | Liga Mistrzów - faza grupowa                                    |
| 2024/2025 | I Divisão        | 2. miejsce       | 1. miejsce        | Liga Mistrzów – kwalifikacje - 1. runda Puchar CEV - 1/8 finału |

Poziom rozgrywek:
     pierwszy poziom
     drugi poziom

## Sukcesy
Mistrzostwo Portugalii:
- 1. miejsce (12x): 1981, 1991, 2005, 2013, 2014[3], 2015, 2017, 2019[4], 2021, 2022[5], 2023[6], 2024[7]
- 2. miejsce (8x): 1990, 1993, 2010, 2011, 2012, 2016, 2018, 2025[8]
- 3. miejsce (2x): 1992, 2009

Puchar Portugalii:
- 1. miejsce (21x): 1966, 1974, 1975, 1976, 1978, 1979, 1980, 1990, 1992, 2005, 2006, 2007, 2011, 2012, 2015, 2016, 2018, 2019[9], 2022[10], 2023[11], 2025[12]

Superpuchar Portugalii:
- 1. miejsce (12x): 1989, 2011, 2012, 2013, 2014, 2015[13], 2016[14], 2018, 2019[15], 2020, 2021, 2023[16]

Puchar Challenge:
- 2. miejsce (1x): 2015

## Kadra

### Sezon 2019/2020[17]
| Nr | Imię i nazwisko            | Data ur. | Wzrost | Pozycja      |
| -- | -------------------------- | -------- | ------ | ------------ |
| 1  | Raphael Thiago de Oliveira | 1984     | 196    | przyjmujący  |
| 2  | André Lopes                | 1982     | 190    | przyjmujący  |
| 3  | Peter Wohlfahrtstätter     | 1989     | 203    | środkowy     |
| 5  | Manuel Rodrigues           | 1999     | 184    | rozgrywający |
| 7  | Ivo Casas                  | 1992     | 180    | libero       |
| 8  | Hugo Gaspar                | 1982     | 201    | atakujący    |
| 9  | Marc-Anthony Honoré        | 1984     | 201    | środkowy     |
| 10 | Afonso Guerreiro           | 1994     | 197    | przyjmujący  |
| 11 | Théo Lopes                 | 1983     | 200    | atakujący    |
| 14 | Miguel Sinfronio           | 1999     | 194    | środkowy     |
| 16 | Flávio Soares              | 1982     | 200    | środkowy     |
| 17 | Tiago Violas               | 1989     | 193    | rozgrywający |
| 18 | André Ryuma Oto Aleixo     | 1990     | 195    | przyjmujący  |
| 20 | Nuno Pinheiro              | 1984     | 193    | rozgrywający |
| 22 | João Simões                | 1999     | 180    | libero       |

### Sezon 2018/2019[18]
| Nr | Imię i nazwisko            | Data ur. | Wzrost | Pozycja      |
| -- | -------------------------- | -------- | ------ | ------------ |
| 1  | Raphael Thiago de Oliveira | 1984     | 196    | przyjmujący  |
| 2  | André Lopes                | 1982     | 190    | przyjmujący  |
| 3  | Peter Wohlfahrtstätter     | 1989     | 203    | środkowy     |
| 5  | Manuel Rodrigues           | 1999     | 184    | rozgrywający |
| 6  | Théo Lopes                 | 1983     | 200    | atakujący    |
| 7  | Ivo Casas                  | 1992     | 180    | libero       |
| 8  | Hugo Gaspar                | 1982     | 201    | atakujący    |
| 9  | Marc-Anthony Honoré        | 1984     | 201    | środkowy     |
| 10 | Bernardo Martins           | 1995     | 180    | przyjmujący  |
| 11 | Filip Cveticanin           | 1996     | 201    | środkowy     |
| 14 | Miguel Sinfronio           | 1999     | 194    | środkowy     |
| 15 | Frederic Winters           | 1982     | 195    | przyjmujący  |
| 16 | Flávio Soares              | 1982     | 200    | środkowy     |
| 17 | Tiago Violas               | 1989     | 193    | rozgrywający |
| 20 | Nuno Pinheiro              | 1984     | 193    | rozgrywający |
| 22 | João Simões                | 1999     | 180    | libero       |

### Sezon 2017/2018[19]
| Nr | Imię i nazwisko           | Data ur. | Wzrost | Pozycja      |
| -- | ------------------------- | -------- | ------ | ------------ |
| 2  | Raphael Margarido         | 1983     | 184    | rozgrywający |
| 3  | André Lopes               | 1982     | 190    | przyjmujący  |
| 4  | Miguel Sinfronio          | 1999     | 194    | środkowy     |
| 5  | Ary de Souza Nóbrega Neto | 1991     | 200    | przyjmujący  |
| 7  | Ivo Casas                 | 1992     | 180    | libero       |
| 8  | Hugo Gaspar               | 1982     | 201    | atakujący    |
| 9  | Milija Mrdak              | 1991     | 201    | atakujący    |
| 10 | Mirosław Gradinarow       | 1985     | 204    | przyjmujący  |
| 11 | Filip Cveticanin          | 1996     | 201    | środkowy     |
| 12 | Dušan Stojsavljević       | 1989     | 193    | przyjmujący  |
| 14 | Marc-Anthony Honoré       | 1984     | 201    | środkowy     |
| 15 | Frederic Winters          | 1982     | 195    | przyjmujący  |
| 16 | Flávio Soares             | 1982     | 200    | środkowy     |
| 17 | Tiago Violas              | 1989     | 193    | rozgrywający |
| 20 | Guilherme Augusto Gentil  | 1991     | 185    | libero       |

### Sezon 2016/2017[20]
| Nr | Imię i nazwisko            | Data ur. | Wzrost | Pozycja      |
| -- | -------------------------- | -------- | ------ | ------------ |
| 1  | Raphael Thiago de Oliveira | 1984     | 196    | przyjmujący  |
| 2  | Raphael Margarido          | 1983     | 184    | rozgrywający |
| 3  | André Lopes                | 1982     | 190    | przyjmujący  |
| 5  | Roberto Reis               | 1980     | 189    | przyjmujący  |
| 7  | Ivo Casas                  | 1992     | 180    | libero       |
| 8  | Hugo Gaspar                | 1982     | 201    | atakujący    |
| 9  | Mart van Werkhoven         | 1991     | 208    | środkowy     |
| 10 | João Miguel Oliveira       | 1995     | 196    | przyjmujący  |
| 12 | Joan Llanez Díaz           | 1983     | 202    | atakujący    |
| 14 | Marc-Anthony Honoré        | 1984     | 201    | środkowy     |
| 15 | Flávio Soares              | 1982     | 200    | środkowy     |
| 17 | Tiago Violas               | 1989     | 193    | rozgrywający |
| 20 | João Magalhães             | 1988     | 191    | libero       |

### Sezon 2015/2016[21]
| Nr | Imię i nazwisko        | Data ur. | Wzrost | Pozycja      |
| -- | ---------------------- | -------- | ------ | ------------ |
| 1  | Paulo Renan Bertassoni | 1985     | 185    | rozgrywający |
| 2  | Justin Duff            | 1988     | 202    | środkowy     |
| 3  | André Lopes            | 1982     | 190    | przyjmujący  |
| 5  | Roberto Reis           | 1980     | 189    | przyjmujący  |
| 6  | Danilo Gelinski        | 1990     | 190    | rozgrywający |
| 7  | Ivo Casas              | 1992     | 180    | libero       |
| 8  | Hugo Gaspar            | 1982     | 201    | atakujący    |
| 9  | Mart van Werkhoven     | 1991     | 208    | środkowy     |
| 10 | João Miguel Oliveira   | 1995     | 196    | przyjmujący  |
| 11 | Iwan Kolew             | 1987     | 197    | przyjmujący  |
| 12 | Joan Llanez Díaz       | 1983     | 202    | atakujący    |
| 16 | Flávio Soares          | 1982     | 200    | środkowy     |

### Sezon 2014/2015[22]
| Nr | Imię i nazwisko        | Data ur. | Wzrost | Pozycja      |
| -- | ---------------------- | -------- | ------ | ------------ |
| 1  | José Pedro Jardim      | 1996     | 183    | rozgrywający |
| 2  | João Magalhães         | 1988     | 191    | libero       |
| 3  | André Lopes            | 1982     | 190    | przyjmujący  |
| 5  | Roberto Reis           | 1980     | 189    | przyjmujący  |
| 6  | Fabricio Silva         | 1981     | 197    | środkowy     |
| 7  | Ivo Casas              | 1992     | 180    | libero       |
| 8  | Hugo Gaspar            | 1982     | 201    | atakujący    |
| 9  | Marc-Anthony Honoré    | 1984     | 201    | środkowy     |
| 10 | João Miguel Oliveira   | 1995     | 196    | przyjmujący  |
| 12 | Joan Llanez Díaz       | 1983     | 202    | atakujący    |
| 14 | Flávio Cruz            | 1982     | 195    | przyjmujący  |
| 16 | Flávio Soares          | 1982     | 200    | środkowy     |
| 17 | Ricardo Perini de Aviz | 1984     | 188    | rozgrywający |
| 20 | Raphael Margarido      | 1983     | 184    | rozgrywający |